# John August Anderson
John August Anderson (Rollag, (Clay County), 7 augustus 1876 – Altadena, 2 december 1959) was een Amerikaans astronoom. 

## Biografie
Anderson werkte zijn doctoraat aan de Johns Hopkins Universiteit af in 1907 en werd in 1908  professor astronomie aan dezelfde universiteit. Anderson werd verantwoordelijk voor de machines die de optische roosters maakte vanaf 1909. De kwaliteit van de roosters die hij afleverde werd als uitstekend beschouwd. 
Vanaf 1916 begon Anderson te werken bij het Mount Wilson Observatory waar hij staflid bleef tot 1956.
Een belangrijke bijdrage van hem was zijn aanpassing van de Michelson-interferometer en de techniek ervan om metingen te verrichten van dichtbijgelegen dubbelsterren. Hij gebruikte een draaiend vlak in de focus om de sterren van Capella te kunnen scheiden. 
Hij was van 1928 tot 1948 afgevaardigd beheerder van de Caltech Observatorium Raad en werkte aan het optische ontwerp en de instrumenten van de grote telescoop van het Palomar-observatorium. Hiervoor werkte hij samen met George E. Hale van deRockefeller Foundation.
Hij was getrouwd met een zekere Maria.

## Eerbetoon
- He was awarded the Franklin Institute's Howard N. Potts Medal in 1924.
- de krater Anderson op de maan is naar hem genoemd.

## Zijn publicaties
- "On the Application of the Laws of Refraction in Interpreting Solar Phenomena", Astrophysical Journal, vol. 31, 1910.
- "A method of investigating the Stark effect for metals, with results for chromium", 1917.
- "The vacuum spark spectrum of calcium", 1924.
- "The Use of Long Focus Concave Gratings at Eclipses", Publications of the Astronomical Society of the Pacific, Vol. 38, 1926.
- J. A. Anderson en Russell W. Porter, "Ronchi's Method of Optical Testing", Astrophysical Journal, vol. 70, 1929.
- "Spectral energy-distribution of the high-current vacuum tube", 1932.
- "On the application of Michelson's interferometer method to the measurement of close double stars", Astrophysical Journal, vol. 51, Juni 1920.
- "Optics of the 200-inch Hale Telescope", Publications of the Astronomical Society of the Pacific, Vol. 60, 1948.

## Externe bronnen
- Biografische Memoires

- Bibliothèque nationale de France: cb125593470 (data)
- Gemeinsame Normdatei: 116306661
- International Standard Name Identifier: 0000 0001 0718 8585
- Library of Congress Control Number: no2010178299
- Nederlandse Thesaurus van Auteursnamen: 262288702
- SNAC: w651469r
- Système universitaire de documentation: 145556107
- Virtual International Authority File: 76431439
- WorldCat: E39PBJqBwpRBwjX9MYB9FCHV4q